# Michael Omosanya
Michael Omosanya, né le 25 décembre 1999 à Luxembourg (ville) au Luxembourg est un footballeur international Luxembourgeois qui évolue au poste d'attaquant à l'AS La Jeunesse d'Esch.

## Biographie

### En club

#### Naissance au Luxembourg
Michael Qudus Bakare Omosanya né le 25 décembre 1999 à Luxembourg (ville) au Luxembourg. D'origine Luxembourgeois et Nigérian, il joue rapidement au football avant de rejoindre le centre de formation d'un club de son pays.

#### FC Red Star Merl-Belair (2006-2013)
En 2006, Michael rejoint le centre de formation du FC Red Star Merl-Belair, club déjà bien implanté dans la culture du football luxembourgeois. Il reste au club durant sept saisons avant d'être repéré par l'un des plus gros clubs du football luxembourgeois de l'époque.

#### F91 Dudelange (2013-2019)
En 2013, le joueur rejoint le centre de formation du prestigieux club du F91 Dudelange, alors sextuple champion de BGL Ligue. C'est en 2018 que Omosanya signe son premier contrat semi-professionnel avec le F91 Dudelange.
Néanmoins, le joueur ne participera à aucun match sous les couleurs du club.

#### Prêt à l'Union Remich-Bous (2018-2019)
En 2018, après la signature de son premier contrat avec le F91 Dudelange, le joueur signe en prêt pour une saison à l'Union Remich-Bous, alors en 1.Division (3e division luxembourgeoise). Le joueur est rapidement au dessus du lot et inscrit 10 buts en 19 matchs sous les couleurs de l'Union Remich-Bous.

#### FC Mondercange (2019-2021)
Le 1er juillet 2019, il quitte son club formateur du F91 Dudelange pour rejoindre le FC Mondercange, club de Promotion d'Honneur (2e division luxembourgeoise).
Il joue son premier match face au FC Mamer 32 et inscrit par la même occasion son premier but sous ses nouvelles couleurs, permettant au FC Mondercange de remporter son match.
Il est peu utilisé par la suite, malgré des titularisations régulières en Coupe du Luxembourg.

#### CS Fola Esch (2021-2022)
En 2021, après une saison difficile en raison de la pandémie de Covid-19 dans le monde, le joueur signe en BGL Ligue, échelon le plus élevé du football luxembourgeois, au CS Fola Esch.
Il dispute son premier match avec son nouveau club face au Lincoln Red Imps FC en Ligue des champions de l'UEFA lors du 1er tour de la compétition. Malgré l'élimination rapide du club dans la compétition, Michael joue par la suite en Ligue Conférence de l'UEFA et inscrit son premier but lors de son premier match face au club biélorusse du Chakhtior Salihorsk (victoire 2-1 du CS Fola Esch).
En BGL Ligue, le joueur dispute son premier match titulaire lors de la 4e journée de championnat face au FC Progrès Niederkorn et inscrit son premier but dans le championnat de BGL Ligue lors de cette rencontre, permettant à son club de remporter le match. Rapidement titulaire indiscutable à la suite de ses bonnes performances, le joueur se blesse et perd sa place sur la deuxième partie de saison, ne jouant que des bouts de matchs à certaines occasions.
Après quelques matchs de BGL Ligue et de Ligue Conférence de l'UEFA lors du début de saison 2022-2023, le joueur quitte son club pour rejoindre un nouveau pays.

#### SV Eintracht 1905 Trèves (2022-2023)
Lors du mercato d'été 2022, le joueur signe un contrat avec le SV Eintracht 1905 Trèves, club allemand de Regionalliga Südwest (4e division).
Rapidement titulaire, il ne marque pourtant pas le moindre but sous les couleurs du club allemand en championnat, délivrant simplement une passe décisive.

#### Retour au CS Fola Esch (2023-2024)
En 2023, le joueur retourne finalement au CS Fola Esch, après un passage compliqué du côté de l'Allemagne. La première partie de saison est compliquée pour le joueur, n'enchaînant pas les matchs et ne marquant que par deux fois avec son club.

#### US Thionville Lusitanos (2024 - 2025)
Après un retour mitigé au CS Fola Esch, le joueur signe dans le club français de l'US Thionville Lusitanos, alors en course pour la montée en National 2 dans son groupe de National 3. Il participe rapidement à de nombreux matchs et inscrit lors de sa première saison un total de 5 buts et 2 passes décisives en 13 matchs de championnat, permettant en grande partie au club thionvillois de montée en National 2. Lors de cette saison, Michael obtient le premier trophée de sa carrière, celui du championnat de National 3.
Lors de la saison 2024-2025, en National 2, Omosanya est régulièrement titulaire et est l'auteur d'un gros début de saison avec 2 buts et 2 passes décisives en 3 matchs de championnat.
En Coupe de France, Omosanya participe au jolie parcours du club mosellan dans la compétition avec 2 buts en 3 matchs, dont un face au Valenciennes FC (pensionnaire de National 1) lors des 32es de finales de la compétition au Stade de Guentrange.

#### AS La Jeunesse d'Esch (depuis 2025)
Libre de tout contrat après son départ de l'US Thionville Lusitanos, le joueur s'engage avec l'AS La Jeunesse d'Esch, club de BGL Ligue et marque ainsi son retour dans son pays natale. Il s'engage pour deux ans avec son nouveau club.

## Palmarès
Au cours de sa carrière, le joueur remporte le trophée de champion de National 3 en 2024 avec l'US Thionville Lusitanos.
| US Thionville Lusitanos :      |
| ------------------------------ |
| - National 3 - Champion : 2024 |